# Saison 2018-2019 du Rugby club toulonnais
Cette page présente la saison 2018-2019 du Rugby club toulonnais en Top 14 et en coupe d'Europe.

## Entraîneurs
- Patrice Collazo : Manager
- Juan Martín Fernández Lobbe : Entraîneur de la défense et de la touche
- Sébastien Tillous-Borde : Entraîneur des arrières

## Effectif 2018-2019
| Nom                      | Poste            | Naissance         | Nationalité sportive | International | Dernier club           | Arrivée au club (année) |
| ------------------------ | ---------------- | ----------------- | -------------------- | ------------- | ---------------------- | ----------------------- |
| Xavier Chiocci           | Pilier           | 13 février 1990   | France               |               | Formé au club          | 2011                    |
| Florian Fresia           | Pilier           | 17 janvier 1992   | France               | -             | Formé au club          | 2012                    |
| Marcel van der Merwe     | Pilier           | 24 octobre 1990   | Afrique du Sud       |               | Blue Bulls             | 2016                    |
| Emerick Setiano          | Pilier           | 19 août 1996      | France               |               | Formé au club          | 2016                    |
| Jean-Baptiste Gros       | Pilier           | 29 mai 1999       | France               |               | Formé au club          | 2017                    |
| Luka Chelidze            | Pilier           | 1er août 2000     | Géorgie              | -             | Lelo Saracens Tbilissi | 2018                    |
| Sébastien Taofifénua     | Pilier           | 17 novembre 1992  | France               |               | Union Bordeaux Bègles  | 2018                    |
| Bruce Devaux             | Pilier           | 14 novembre 1996  | France               |               | Formé au club          | 2018                    |
| Guilhem Guirado          | Talonneur        | 17 juin 1986      | France               |               | USA Perpignan          | 2014                    |
| Anthony Étrillard        | Talonneur        | 21 mars 1993      | France               | -             | Aviron bayonnais       | 2015                    |
| Bastien Soury            | Talonneur        | 18 mars 1995      | France               |               | Formé au club          | 2015                    |
| Badri Alkhazashvili (en) | Talonneur        | 31 juillet 1995   | Géorgie              |               | Formé au club          | 2016                    |
| Romain Taofifénua        | 2e ligne         | 14 septembre 1990 | France               |               | USA Perpignan          | 2014                    |
| Juandré Kruger           | 2e ligne         | 6 septembre 1985  | Afrique du Sud       |               | Racing 92              | 2016                    |
| Swan Rebbadj             | 2e ligne         | 15 janvier 1995   | France               |               | Formé au club          | 2016                    |
| Corentin Vernet          | 2e ligne         | 27 septembre 1996 | France               |               | Formé au club          | 2017                    |
| Jacques Potgieter        | 2e ligne         | 26 avril 1986     | Afrique du Sud       |               | Munakata Sanix Blues   | 2018                    |
| Brian Alainu'uese        | 2e ligne         | 19 mars 1994      | Samoa                |               | Glasgow Warriors       | 2018                    |
| Mamuka Gorgodze          | 3e ligne         | 14 octobre 1984   | Géorgie              |               | Montpellier HR         | 2014                    |
| Charles Ollivon          | 3e ligne         | 11 mai 1993       | France               |               | Aviron bayonnais       | 2015                    |
| Facundo Isa              | 3e ligne         | 21 septembre 1993 | Argentine            |               | Lyon OU                | 2017                    |
| Rudy Gahetau             | 3e ligne         | 8 avril 1996      | France               | -             | Formé au club          | 2017                    |
| Jean Monribot            | 3e ligne         | 11 octobre 1987   | France               | -             | Aviron bayonnais       | 2017                    |
| Raphaël Lakafia          | 3e ligne         | 28 octobre 1988   | France               |               | Stade français         | 2017                    |
| Stéphane Onambele        | 3e ligne         | 12 février 1993   | France               | -             | Colomiers rugby        | 2018                    |
| Liam Messam              | 3e ligne         | 25 mars 1984      | Nouvelle-Zélande     |               | Chiefs                 | 2018                    |
| Julien Ory               | 3e ligne         | 28 avril 1996     | France               |               | Formé au club          | 2018                    |
| Éric Escande             | Demi de mêlée    | 18 novembre 1992  | France               | -             | Montpellier HR         | 2014                    |
| Rhys Webb                | Demi de mêlée    | 9 décembre 1988   | Pays de Galles       |               | Ospreys                | 2018                    |
| Anthony Méric            | Demi de mêlée    | 15 mai 1995       | France               | -             | Stade toulousain       | 2018                    |
| Anthony Belleau          | Demi d'ouverture | 8 avril 1996      | France               |               | Formé au club          | 2015                    |
| François Trinh-Duc       | Demi d'ouverture | 11 novembre 1986  | France               |               | Montpellier HR         | 2016                    |
| Louis Carbonel           | Demi d'ouverture | 4 février 1999    | France               | -             | RC Canton Garde Pradet | 2017                    |
| Mathieu Bastareaud       | Centre           | 17 septembre 1988 | France               |               | Stade français         | 2011                    |
| Malakai Fekitoa          | Centre           | 10 mai 1992       | Nouvelle-Zélande     |               | Highlanders            | 2017                    |
| JP Pietersen             | Centre           | 12 juillet 1986   | Afrique du Sud       |               | Leicester Tigers       | 2017                    |
| Josua Tuisova            | Ailier           | 17 avril 1994     | Fidji                |               | Formé au club          | 2013                    |
| Eneriko Buliruarua       | Ailier           | 1er juillet 1997  | Fidji                |               | Formé au club          | 2017                    |
| Filipo Nakosi            | Ailier           | 8 avril 1992      | Fidji                | -             | SU Agen                | 2018                    |
| Julian Savea             | Ailier           | 7 août 1990       | Nouvelle-Zélande     |               | Hurricanes             | 2018                    |
| Daniel Ikpefan           | Ailier           | 18 octobre 1993   | France               | -             | Oyonnax Rugby          | 2018                    |
| Simon Moretti            | Ailier           | 19 avril 2000     | France               |               | Formé au club          | 2018                    |
| Hugo Bonneval            | Arrière          | 19 novembre 1990  | France               |               | Stade français         | 2017                    |
| Jonah Placid (en)        | Arrière          | 15 mai 1995       | Australie            |               | Melbourne Rebels       | 2017                    |

## Calendrier et résultats

### Top 14
| - RC Toulon - Racing 92 : 9-25 - Section paloise - RC Toulon : 20-10 - RC Toulon - Castres Olympique : 28-27 - Stade français - RC Toulon : 37-10 - RC Toulon - SU Agen : 33-3 - ASM Clermont - RC Toulon : 28-8 - Montpellier HR - RC Toulon : 29-17 - RC Toulon - Stade rochelais : 9-13 - RC Toulon - USA Perpignan : 26-16 - Union Bordeaux-Bègles - RC Toulon : 36-25 - RC Toulon - FC Grenoble Rugby : 22-3 - RC Toulon - Lyon OU : 40-7 - Stade toulousain - RC Toulon : 39-0 | - Racing 92 - RC Toulon : 22-13 - RC Toulon - Section paloise : 38 - 11 - Castres Olympique - RC Toulon : 16 - 25 - RC Toulon - Stade français : 33 - 30 - SU Agen - RC Toulon : 19 - 10 - RC Toulon - ASM Clermont : 32 - 11 - RC Toulon - Montpellier HR : 18 - 21 - Stade rochelais - RC Toulon : 30 - 21 - USA Perpignan - RC Toulon : 11 - 24 - RC Toulon - Union Bordeaux-Bègles : 45 - 17 - FC Grenoble Rugby - RC Toulon : 19 - 18 - Lyon OU - RC Toulon : 42 - 33 - RC Toulon - Stade toulousain : 25 - 10 |

| Rang | Club                  | J  | V  | N | D  | Bo | Bd | Pm  | Pe  | Diff | Pts |
| ---- | --------------------- | -- | -- | - | -- | -- | -- | --- | --- | ---- | --- |
| 1    | Stade toulousain      | 26 | 21 | 2 | 3  | 9  | 1  | 820 | 508 | +312 | 98  |
| 2    | ASM Clermont          | 26 | 16 | 3 | 7  | 9  | 4  | 828 | 535 | +293 | 83  |
| 3    | Lyon OU               | 26 | 17 | 1 | 8  | 7  | 1  | 683 | 525 | +158 | 78  |
| 4    | Racing 92             | 26 | 15 | 1 | 10 | 8  | 4  | 750 | 563 | +187 | 74  |
| 5    | Stade rochelais       | 26 | 16 | 0 | 10 | 6  | 1  | 719 | 616 | +103 | 71  |
| 6    | Montpellier HR        | 26 | 14 | 1 | 11 | 6  | 6  | 659 | 546 | +113 | 70  |
| 7    | Castres olympique (T) | 26 | 15 | 0 | 11 | 4  | 5  | 508 | 499 | +9   | 69  |
| 8    | Stade français Paris  | 26 | 14 | 0 | 12 | 4  | 4  | 583 | 579 | +4   | 64  |
| 9    | RC Toulon             | 26 | 12 | 0 | 14 | 6  | 3  | 572 | 542 | +30  | 57  |
| 10   | Union Bordeaux Bègles | 26 | 12 | 1 | 13 | 4  | 3  | 618 | 711 | -93  | 57  |
| 11   | Section paloise       | 26 | 9  | 0 | 17 | 2  | 5  | 501 | 763 | -262 | 43  |
| 12   | SU Agen               | 26 | 8  | 1 | 17 | 0  | 4  | 431 | 654 | -223 | 38  |
| 13   | FC Grenoble (P)       | 26 | 5  | 2 | 19 | 0  | 5  | 448 | 691 | -243 | 29  |
| 14   | USA Perpignan (P)     | 26 | 2  | 0 | 24 | 0  | 4  | 433 | 821 | -388 | 12  |

### Coupe d'Europe
Dans la Coupe d'Europe, le RC Toulon fait partie de la poule 5 et est opposé aux Français du Montpellier HR, aux Anglais de Newcastle Falcons, et aux Écossais d'Édimbourg Rugby.
| - RC Toulon - Newcastle Falcons : 25-26 - Édimbourg Rugby - RC Toulon : 40-14 - RC Toulon - Montpellier HR : 38-28 | - Montpellier HR - RC Toulon : 34-13 - RC Toulon - Édimbourg Rugby : 17-24 - Newcastle Falcons - RC Toulon : 24-27 |

Avec deux victoires et quatre défaites, le RC Toulon termine troisième de la poule 5 et n'est pas qualifié pour les quarts de finale.

| Rang | Équipe            | J | V | N | D | Em | Ee | Bo | Bd | Pm  | Pe  | Diff | Pts |
| ---- | ----------------- | - | - | - | - | -- | -- | -- | -- | --- | --- | ---- | --- |
| 1    | Édimbourg Rugby   | 6 | 5 | 0 | 1 | 16 | 11 | 2  | 1  | 154 | 83  | +71  | 23  |
| 2    | Montpellier HR    | 6 | 3 | 0 | 3 | 21 | 11 | 3  | 1  | 158 | 116 | +42  | 16  |
| 3    | RC Toulon         | 6 | 2 | 0 | 4 | 16 | 21 | 1  | 1  | 134 | 180 | -46  | 10  |
| 4    | Newcastle Falcons | 6 | 2 | 0 | 4 | 10 | 20 | 0  | 1  | 102 | 169 | -67  | 9   |

### Espoirs
En finale du Championnat de France espoirs de rugby à XV le RC Toulon bat le stade rochelais par 26 à 14 et devient champion de France.

## Statistiques

### Championnat de France
Meilleurs réalisateurs
| Rang | Joueur | Poste | Points | Essais | Transf. | Pén. | Drops |
| ---- | ------ | ----- | ------ | ------ | ------- | ---- | ----- |
| 1    | -      | -     | -      | -      | -       | -    | -     |
| 2    | -      | -     | -      | -      | -       | -    | -     |
| 3    | -      | -     | -      | -      | -       | -    | -     |

Meilleurs marqueurs
| Rang | Joueur | Poste | Essais |
| ---- | ------ | ----- | ------ |
| 1    | -      | -     | -      |
| 2    | -      | -     | -      |
| 3    | -      | -     | -      |
| 4    | -      | -     | -      |
| 5    | -      | -     | -      |

### Coupe d'Europe
Meilleurs réalisateurs
| Rang | Joueur | Poste | Points | Essais | Transf. | Pén. | Drops |
| ---- | ------ | ----- | ------ | ------ | ------- | ---- | ----- |
| 1    | -      | -     | -      | -      | -       | -    | -     |
| 2    | -      | -     | -      | -      | -       | -    | -     |
| 3    | -      | -     | -      | -      | -       | -    | -     |

Meilleurs marqueurs
| Rang | Joueur | Poste | Essais |
| ---- | ------ | ----- | ------ |
| 1    | -      | -     | -      |
| 2    | -      | -     | -      |
| 3    | -      | -     | -      |
| 4    | -      | -     | -      |
| 5    | -      | -     | -      |